# 娘娘庙 (乐都区)
娘娘庙，位于中国青海省海东市乐都区城台乡山城村，为青海省市县级文物保护单位，公布日期为1998年9月28日，类型为古建筑。
娘娘庙的历史年代为清。